# Shu-Sin
Shu-Sin (fl. XXI secolo a.C.) è stato il quarto re della Terza dinastia di Ur, che governava Sumer e Akkad.
Il suo regno si colloca, secondo la cronologia media, fra il 2037 a.C. e il 2029 a.C. Salì al trono dopo il fratello Amar-Sin e dovette fronteggiare gli sconfinamenti delle tribù nomadi di Amorrei. A questo scopo costruì subito a nord di Akkad una muraglia (detta Muriq-Tidnim, 'che tiene i Tidnum a distanza'), in qualche modo simile al cosiddetto "muro del principe" edificato dai faraoni egizi della XII dinastia per contenere i nomadi dell'area siro-palestinese..
Shu-Sin combatté e sconfisse anche le tribù nomadi dei Sua.
Alla sua morte gli succedette il figlio Ibbi-Sin, ultimo re di Ur III.